# Sekundärthermometer
Sekundärthermometer müssen im Gegensatz zu Primärthermometern zunächst an anderen Thermometern kalibriert werden. Die Messgröße ist in diesem Fall nicht über fundamentale physikalische Beziehungen mit der Temperatur verknüpft, dafür ist nach der Kalibrierung der Einsatz häufig einfacher und günstiger als der eines Primärthermometers.

## Beispiele für Sekundärthermometer
- Widerstandsthermometer: Metalle (Platin-Messwiderstände wie Pt100, Pt1000), dotierte Halbleiter, Kohlewiderstände (Speer, Allen-Bradley), Rutheniumoxidwiderstände
- Kapazitätsthermometer
- Thermoelemente
- Magnetisierungsthermometer
- Kernspinresonanzthermometer
- Schwingquarze